# Alice’s Restaurant
Alice’s Restaurant ist ein US-amerikanischer Spielfilm aus dem Jahr 1969, der auf dem Lied Alice’s Restaurant Massacree von Arlo Guthrie basiert. 
Regie bei diesem tragikomischen Musikfilm führte Arthur Penn, der mit Venable Herndon auch das Drehbuch verfasste. Seine Weltpremiere hatte der Film am 20. August 1969 in den USA. In Deutschland konnte man ihn erstmals am 19. Februar 1970 im Kino sehen.

## Handlung

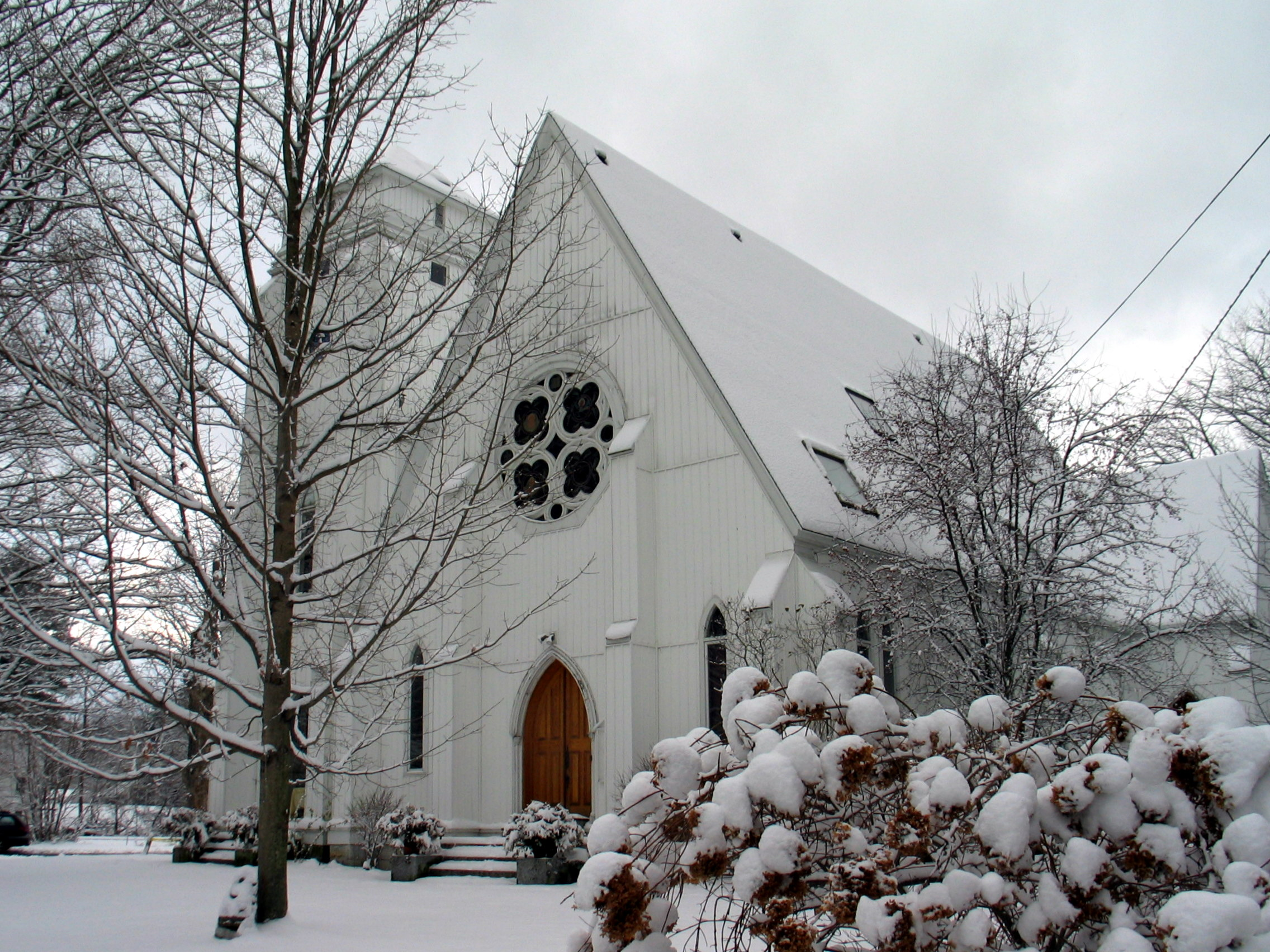
Die Kirche, Schauplatz der Geschichte, ist heute der Sitz des Guthrie Centers.

Ende der 1960er in den USA: Um sich vorläufig vom Wehrdienst freistellen zu lassen, schreibt sich Arlo Guthrie für ein College-Studium ein. Natürlich hält es der sensible, aber auch rebellische Junge dort nicht sehr lange aus. Nach seiner ersten Verwarnung wegen angeblicher Sachbeschädigung (in Wirklichkeit wurde Arlo von einer Gruppe „Rednecks“ zu einer Schlägerei provoziert) packt er freiwillig seine Sachen und kehrt zurück nach New York.
Nach einem Besuch bei seinem todkranken Vater Woody Guthrie trampt er weiter zu Alice und Ray, Hippies und seine Freunde, die eine Kirche gekauft haben, um dort gleichzeitig eine Heimat für sich und einen Treffpunkt für Gleichgesinnte zu errichten. Um sich finanzieren zu können, eröffnet Alice mit Hilfe ihrer Freunde ein Restaurant und ist bald überfordert, da sie nicht genug Zeit hat, für ihre Freunde da zu sein, eigene Interessen zu verfolgen und gleichzeitig ein Restaurant zu leiten.
Ein weiteres Problem ist Shelly, ein Ex-Junkie, der mit Alice und Ray zusammenlebt, um bei ihnen, fernab der Großstadt, clean zu bleiben. Zwischen Alice und Shelly entwickelt sich bald mehr, was wiederum zu Spannungen in der Gemeinschaft führt.
Arlo wiederum wird erneut gemustert, dann aber – aufgrund seiner Aufsässigkeit und weil er vorbestraft ist – freigestellt. Grund für die Vorstrafe war das illegale Abladen von Müll am Straßenrand.
Das Filmende ist relativ offen; nachdem Alice und Ray ein zweites Mal geheiratet haben, wird offensichtlich, dass es in ihrer Beziehung an Harmonie und Zusammenhalt fehlt. Die letzte Szene zeigt Alice im Brautkleid, mit zweifelndem Gesicht.

## Kritiken
Roger Ebert schrieb in der Chicago Sun-Times vom 11. November 1969, Alice’s Restaurant sei kein großartiger Film, man habe aber auch nie das Gefühl, dass er das sein wolle.
Die Filmzeitschrift VideoWoche meinte, der Film sei eine kritische und größtenteils melancholische Hymne auf die Hippies und ihre Kommunen.
Eine weniger gute Meinung hat der Evangelische Film-Beobachter: „Trotz aller Vorschußlorbeeren ein nur mäßig unterhaltsamer, niemanden provozierender Film, der allenfalls unbewußt auf die Gründe für das Ende der Hippie-Bewegung eingeht.“
Ganz anders dagegen urteilt das Lexikon des internationalen Films: „Im wehmütigen Tonfall einer rückblickenden Chronik erzählt, aber witzig, originell und mit sanftem anarchistischen Humor von «New Hollywood»-Regisseur Arthur Penn inszeniert“.
Die staatliche Filmbewertungsstelle Wiesbaden erteilte dem Werk das Prädikat «Wertvoll».

## Auszeichnungen
Arthur Penn war bei der Oscarverleihung 1970 in der Kategorie Beste Regie nominiert, musste sich aber John Schlesinger (Asphalt-Cowboy) geschlagen geben. Arlo Guthrie erhielt eine Nominierung für den Britischen Filmpreis in der Kategorie Beste Filmmusik.
Bei den Laurel Awards 1970 platzierte sich Alice’s Restaurant auf Platz 3 in der Kategorie Beste Komödie. Die Writers Guild of America nominierte Venable Herndon und Arthur Penn für das Beste Originaldrehbuch eines Dramas.